# Гаррисонберг (Виргиния)
Гаррисонберг (англ. Harrisonburg) — независимый город в Виргинии в Соединённых Штатах Америки. Поскольку в городе обосновались власти округа Рокингхем, Гаррисонберг де-факто можно назвать административным центром округа, но де-юре это две совершенно разные юрисдикции. 
По данным переписи 2020 года, население города составило 51 814 человек, что заметно больше, чем было в 2010-м (48 914).
Бюро экономического анализа объединяет город с округом Рокингхем для удобства расчётов в единый статистический район Гаррисонберг, численность населения которого в 2011 году оценивалась в 126 562 человека.

## История
Самым ранним задокументированным английским исследованием этой местности до заселения была Экспедиция рыцарей золотой подковы под руководством вице-губернатора Александра Спотсвуда, которая достигла Элктона, и чьи рейнджеры продолжив путь, вероятно, прошли через то место, где сейчас построен Гаррисонберг в 1716 году.

Гаррисонберг в 1907 году

Первое постоянное поселение на этом месте называлось «Роктаун» (англ. Rocktown). Во многом поселение было обязано своим существованием значительному меннонитскому населению в долине Шенандоа, куда многие голландские поселенцы из Пенсильвании прибывали, начиная с середины XVIII века в поисках богатых, незаселенных сельскохозяйственных угодий. Нынешнее название город получил в честь английского колониста Томаса Гаррисона, чей сохранившийся дом является ныне одной из достопримечательностей Гаррисонберга. В 1737 году Гаррисон поселился в долине Шенандоа, в конечном итоге заявив права на более чем 12 000 акров (4900 га), расположенных на пересечении тропы Спотсвуд и главной дороги коренных американцев через долину.
В 1779 году Гаррисон передал 2,5 акра (1,0 га) своей земли в «общественное пользование» для строительства здания суда. В 1780 году Гаррисон передал еще 50 акров (20 га). Этот район города теперь известен как «Исторический центр Гаррисонберга».
6 июня 1862 года в ходе Гражданской войны в США в Гудс-Фарм, недалеко от Гаррисонберга, произошла стычка между северянами и конфедератами, в которой был убит генерал армии Конфедеративных Штатов Америки Тёрнер Эшби (1828—1862).

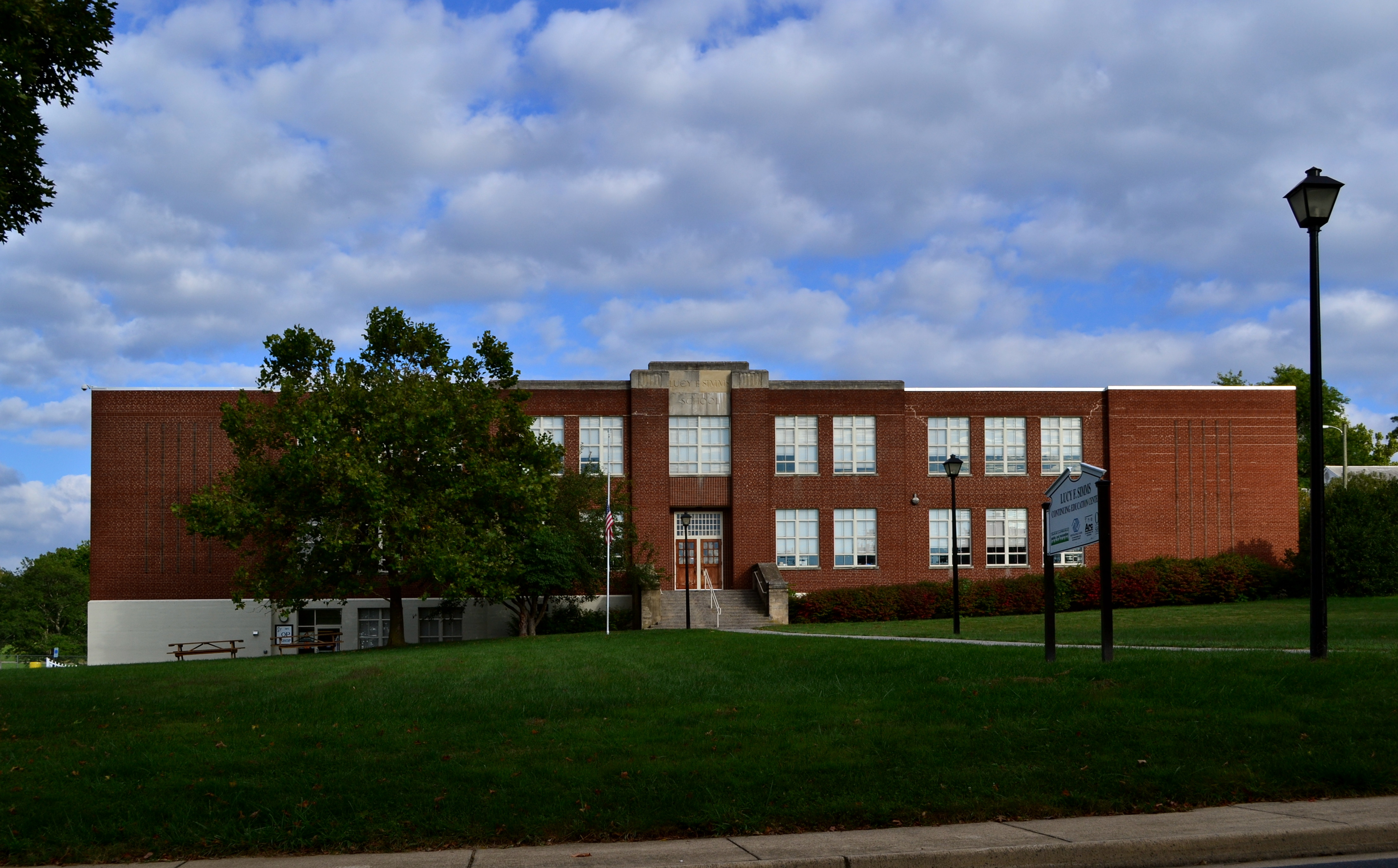
Школа Люси Симмс

После отмены рабства в США бывшие рабы основали в долине Шенандоа, близ Гаррисонберга новое поселение под названием Ньютаун, которое в конце XIX века было присоединено к городу. Старый Ньютаун находится ныне в северо-восточной части Гаррисонберга. Здесь расположены большинство «черных» церквей города, таких как Первая баптистская и Вефильская AME. Современный клуб мальчиков и девочек Гаррисонберга находится в старом здании школы Люси Симмс, которое использовалось для чернокожих учеников во времена расовой сегрегации.
В городе находятся государственный исследовательский Университет Джеймса Мэдисона (JMU), где обучается более 20 тысяч студентов и частный гуманитарный Восточный меннонитский университет (EMU).
В первой четверти XXI века город стал оплотом этнического и языкового разнообразия; с 2002 года в Гаррисонберге поселились более 1900 беженцев. По состоянию на 2014 год испаноговорящие или латиноамериканцы любой расы составляют 19% населения города. Учащиеся государственных школ города Гаррисонберга говорят на 55 языках в дополнение к английскому, причём наиболее распространенными языками являются испанский, арабский и курдский. Более трети учащихся HCPS изучают английский как второй язык. Компания по разработке программного обеспечения для изучения языков Rosetta Stone была основана в Гаррисонберге в 1992 году, а многоязычный знак «Welcome Your Neighbors» появился в Гаррисонберге в 2016 году.

## География
По данным Бюро переписи населения США, общая площадь города составляет 17,4 квадратных миль (45,1 км2), из которых 17,3 квадратных миль (44,8 км2) — это земля и 0,1 квадратных мили (0,3 км2) (0,3%) — вода.